# 凱莉·凱根
凱莉·凱根（英語：Carrie Keagan，1980年7月4日—），美國電視女名流、模特兒、演員、製片人及編劇，以主持電視節目《Up Close with Carrie Keagan》和《早晨活力現場秀》而聞名，其他參與的節目如《紅眼》、《雀兒喜晚間秀》及《Attack of the Show!》。
凱根也是名模特兒，曾於2008年7月在《花花公子》雜誌中被評選為「每月的寶貝」，以及《Femme Fatales Magazine》。2009年4月，她登上《車庫雜誌》第18期封面。

## 早期生活
凱莉·凱根出生於加利福尼亞州洛杉磯，並在纽约州阿默斯特長大，曾就讀纽约州立大学布法罗学院，是歌手兼作詞家威利·尼爾的侄女。她在2002年左右更改了名字，且沒有對外透露自己的姓氏。

## 外部連結
- 凱莉·凱根在互联网电影资料库（IMDb）上的資料（英文）
- Upclose with Carrie Keagan website （页面存档备份，存于）
- Carrie Keagan on Big Morning Buzz Live on VH1 （页面存档备份，存于）